# 長谷部浩

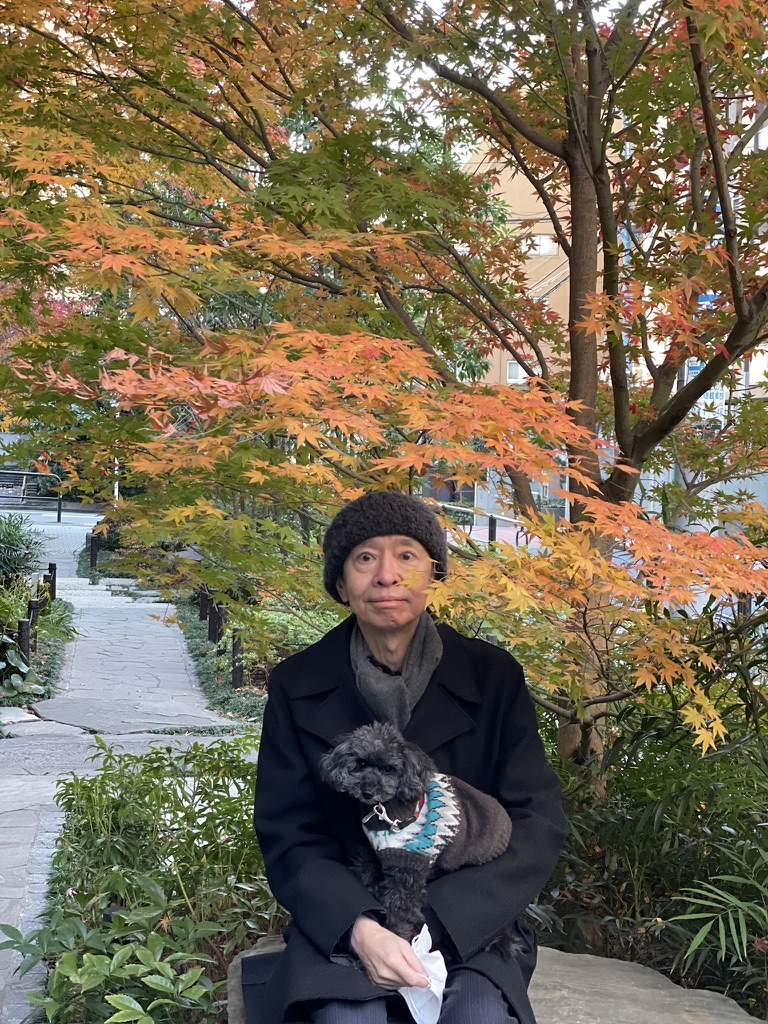

長谷部 浩（はせべ ひろし、1956年12月17日 - ）は、演劇評論家。日本文藝家協会会員。

## 略歴
埼玉県生まれ。本名・松野 誠。慶應義塾大学法学部卒業。
出版社勤務を経て、東京藝術大学美術学部先端芸術表現科助教授、同准教授を経て、2010年より同教授。2020年夏学期には、ウィーン大学演劇・映画・メディア研究所のプロフェッショナル・リサーチ・フェローを務める。2024年1月、最終講義。2024年3月、東京藝術大学を定年退職。同年7月、東京藝術大学名誉教授。
現代演劇から歌舞伎まで広く論じる。日本経済新聞（現代演劇）、東京新聞（歌舞伎）で劇評担当を歴任。雑誌「悲劇喜劇」（早川書房）、｢文學界｣（文藝春秋）などに評論を執筆。
新作歌舞伎、蜷川幸雄演出『NINAGAWA 十二夜』（2005年初演、2009年ロンドン・バービカン劇場で再演）では、ドラマターグの役割を務める。読売演劇大賞選考委員などを歴任。現在は、紀伊国屋演劇賞審査委員。

## 著書
- 『4秒の革命 東京の演劇1982-1992』河出書房新社 1993
- 『傷ついた性 デヴィッド・ルヴォー演出の技法』紀伊國屋書店 1997
- 『盗まれたリアル 90年代演劇は語る』アスキー・アスペクト 1998
- 『野田秀樹論』河出書房新社 2005
- 『菊五郎の色気』文春新書 2007
- 『菊之助の礼儀』新潮社 2014
- 『野田秀樹の演劇』河出書房新社 2014
- 『天才と名人 中村勘三郎と坂東三津五郎』文春新書 2016
- 『権力と孤独　演出家蜷川幸雄の時代』岩波書店、2017
- 『ことばの劇場』論創社、2025

### 共著
- 『演出術』蜷川幸雄共著 紀伊國屋書店 2002 ちくま文庫、2012
- 『プロデュース! パルコ劇場30周年記念の本』扇田昭彦、パルコ劇場共編 パルコエンタテインメント事業局 2003
- 坂東三津五郎『歌舞伎の愉しみ』（編）岩波書店 2008　岩波現代文庫 2015
- 坂東三津五郎『踊りの愉しみ』（編）岩波書店 2010 岩波現代文庫 2015
- 『久保田万太郎と現代　ノスタルジーを超えて』平凡社、2023